# Fiona Raby
Fiona Raby, née en 1964 à Singapour, est une artiste britannique et une professeure universitaire, notamment de design, à la New School.

## Biographie
Fiona Raby naît en 1964 à Singapour. Elle étudie dans un premier temps l'architecture au Royal College of Art, puis approfondit ses études en design en obtenant un MPhil en Computer Related Design (CRD). 
Après un parcours en agence au Japon, elle revient enseigner en Europe. Durant son parcours académique, Fiona Raby enseigne le design industriel à l'Université des arts appliqués de Vienne, puis rejoint le Royal College of Art en 1994, où elle contribue à la recherche et à l'enseignement.
Le travail de Fiona Raby, en tandem avec Anthony Dunne, pose des questions sur le rôle possible des designers et du design « dans un monde déjà submergé par un flot de nuisances, envahi par la surproduction et happé par les médias? »,. Ce questionnement, cette conception critique du rôle des designers, revient également dans leurs publications, en particulier Design Noir: The Secret Life of Electronic Objects, ou encore Speculative Everything: Design, Fiction and Social Dreaming. Certaines de leurs créations figurent dans la collection permanente du Museum of Modern Art. L'année 2001 a marqué un moment de reconnaissance supplémentaire lorsque ce travail a été présélectionné pour le prix de design Perrier-Jouet.
Fiona Raby est passée ensuite du Royal College of Art à Parsons à New York, où elle a été nommée professeure de design et de technologies émergentes à la New School,.

## Publications
- Anthony Dunne et Fiona Raby, Design Noir: The Secret Life of Electronic Objects, Bâle : Birkhäuser, 2001.  (ISBN 978-3-7643-6566-0).
- Anthony Dunne et Fiona Raby, 'Between Reality and the Impossible', dans Biennale Internationale Design Saint-Étiennne 2010. Cité du Design Éditions, Saint-Étienne, France, pp. 129–153.  (ISBN 978-2-912808-40-0).
- Anthony Dunne et Fiona Raby, Speculative Everything: Design, Fiction and Social Dreaming, The MIT Press, 2013.  (ISBN 9780262019842)[5].
- Paola Antonelli, Emma Dexter, Fiona Raby, Iwona Blazwick, Darkitecture: Learning Architecture for the Twenty-First Century, Two Little Boys, 2013.  (ISBN 978-0-957429-90-1).